# Lyapunov (Mondkrater)
Lyapunov ist ein Einschlagkrater am nordöstlichsten Rand der Mondvorderseite, er ist daher wenn überhaupt, dann nur stark verzerrt sichtbar. Er liegt nordöstlich des Kraters Hubble und südlich von Rayleigh.
Der Krater wurde 1964 von der IAU nach dem russischen Mathematiker Alexander Michailowitsch Ljapunow offiziell benannt.